# Mount d’Urville
Mount d’Urville (französisch Mont d’Urville) ist ein 1085 m (nach Angaben chilenischer Wissenschaftler 1070 m) hoher Berg im nördlichen Grahamland auf der Antarktischen Halbinsel. Er ragt nördlich des östlichen Endes des Louis-Philippe-Plateaus auf der Trinity-Halbinsel auf.
Teilnehmer der Dritten Französischen Antarktisexpedition (1837–1840) entdeckten und benannten ihn. Namensgeber ist der Expeditionsleiter Jules Dumont d’Urville (1790–1842). Das UK Antarctic Place-Names Committee übertrug die französische Benennung am 8. September 1953 ins Englische.